# 馬佐夫舍地區拉瓦

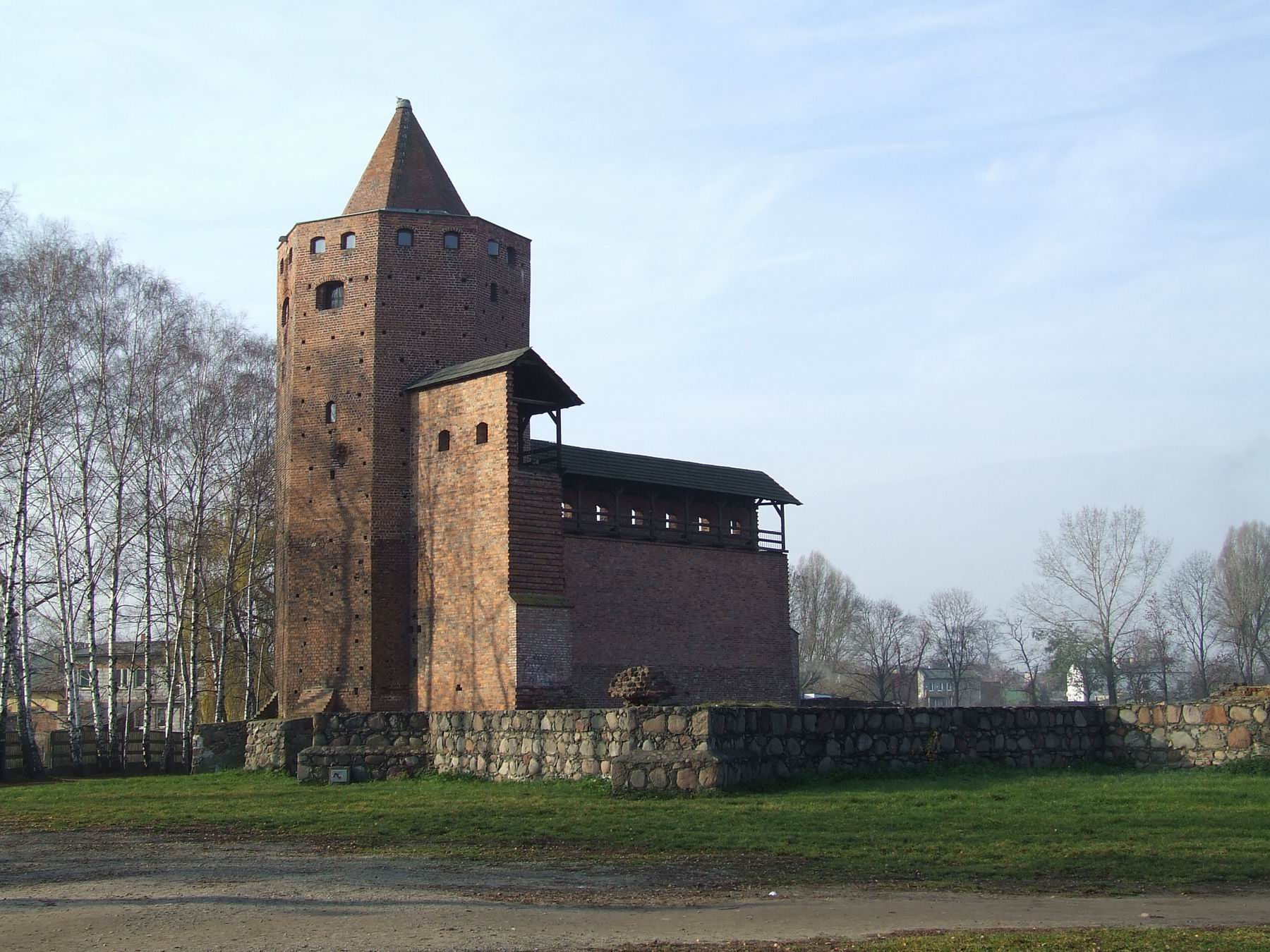

馬佐夫舍地區拉瓦是波蘭的城鎮，位於該國中部，由羅茲省負責管轄，面積14.28平方公里，2022年人口16,090。第二次世界大戰期間，納粹德國在該鎮設立集中營。
51°46′N 20°15′E / 51.767°N 20.250°E
1. ↑  .   [2023-07-29]. （原始内容存档于2023-07-29）. （页面存档备份，存于）